# 長江・CJ-750
長江CJ-750（ちょうこう～ 英:Chang Jiang～ 中文繁体:長江～）は、中華人民共和国に拠を置く、長江モーターワークス社の販売するオートバイ・サイドカーシリーズの事。ソビエト連邦IMZ-M72型オートバイの生産施設を買収し製造されたBMW R 71型オートバイ・サイドカーのレプリカバイクシリーズである。サイドカー部分にドライブシャフトを持たない（1WD）ため、日本国内で運転するには大型自動二輪免許が必要である。

## 概要

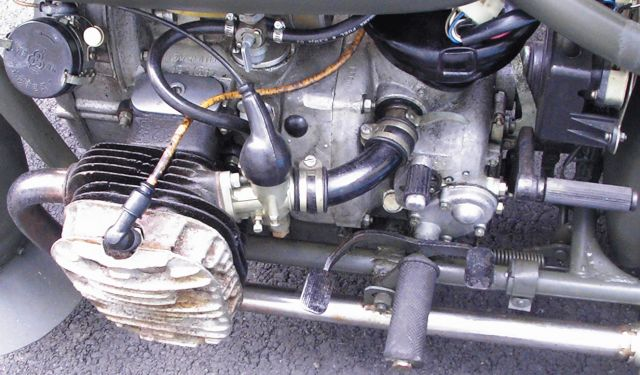
長江CJ-750 M1の水平対向サイドバルブ式空冷エンジン。現在製造している本車でも、1957年当時の変わらぬ基本設計のエンジンを使用しているものがある。

IMZ-M72のプラントを使用しているにもかかわらず、それをそのまま採用しておらず、独自に設計し直したエンジンを採用している。
元来軍用車両であったため中国国内の工廠で生産されていたが、改革開放後は民間の工場（上海一易摩托車有限公司・江西洪都航空工業集団有限責任公司など）が製造している。中国国内でも「長江」のブランドで販売されているが、下記に示すとおり、改良型などの製品によっては別のブランド名で販売されている場合もある。
現在の長江モーター社では現代風なデザインのバイクも多数販売している（その中には国際特許や国際著作権法的に問題のあるものも含まれる）が、1957年に製造されたCJ-750M1は、「イミテーションBMW-R71」というキャッチコピーで生産され続け現在でも主力商品の一端を担っている。
2007年現在も中国人民解放軍において、迷彩色に塗装されたOHV式エンジン搭載のM1-SUPERの稼働が確認されており、現役第一線で現在も使用されている。基本的に民間に販売されている物と軍用との機構、外観的な仕様の差はほとんどない。
長江モーターは日本に代理店を設けていないため、自動車ディーラーを通して購入することは困難である。しかし、ショップや商社単位で並行輸入しているところがあり、入手は可能である。側車側の方向指示器が標準で無い等の日本の車検基準を新車の状態で満たしていないため、公道を走行するには基準を満たすよう改造を行なう必要がある。

## 歴史
CJ-750シリーズは、同じBMW-R71型を祖とするソ連製IMZ-M72型（後のIMZ・ウラル）と同じく、BMW-R71型のコピーであるが、少々複雑な経緯を持つバイクである。
第二次世界大戦後、1949年にソ連に続く共産主義国家として独立した中国は、毛沢東率いる中国共産党指導の元、重工業に非常に力を入れた。その際、旧日本軍が事実上の戦後賠償で遺棄した工業施設などを利用し、また、当時同じ共産・社会主義国の盟友で、アメリカ合衆国と工業、科学力を二分したソビエト連邦の支援の下、あらゆる工業分野で自国生産をめざし国づくりに奮起していた。
そのような中、オートバイ生産にも力を入れ、1950年、当時の「北京第6自動車工廠」が中国にも輸入されていたドイツのde:Zündapp KS 500型オートバイを解析し、主に軍用バイクとしてそのコピーバイクを生産していた。KS500のコピーバイクは1951年までに総数4248台が製造されたが、その数から見てわかるとおり、軍用として考えた場合もそうであるが、民間にも販売されることを前提としてみても中国の人口比需要から比較して、その数は決して多い生産数ではない。というのも、当時の中国では、オートバイ生産に限らず、工業製品のほとんどを、中国の十八番である人海戦術の手工業で生産しており、オートバイのような複雑な部品で構成される工業製品をいくら人海戦術といえど先進工業プラント並みの生産数を確保するのは無理な話であった。
更に、ツェンダップKS500を選択肢に選んだことにも問題があり、終戦当時ドイツではBMW・R75型と部品の互換性を持つツェンダップ・KS750が準主力バイクとして生産されており、KS500は既に旧式のオートバイであった。この能率の悪い状況に当時の解放軍首脳部は思案したわけであるが、幸運にも盟友ソ連がこの状況を聞きつけ、当時中国にもあったソ連軍の主力軍用バイク、「IMZ-M72型」オートバイの生産プラントを中国政府に販売することを申し出た。ソ連政府は既にBMW・R75をベースにした新型バイクの開発に着手しており、将来的に旧式になるM72の生産プラントを処分したい意図があり、また中国は中国から見て当時最新に近いオートバイプラントを安く手に入れることができるというお互いの利害が一致し、中国政府はそのM72の生産プラント、及びその技術一式をまるまる購入することに成功したのである。
そしてその後、KS500のコピー製造を中止し、解放軍の主力バイクを全面的にIMZ-M72型ベースのバイクに移行することにし量産を開始した。1957年、エンジンなどをBMWシリーズを参考に独自設計したその第一号量産型が、上記写真にある「CJ-750 M1」型オートバイ・サイドカーである。

## モデル一覧

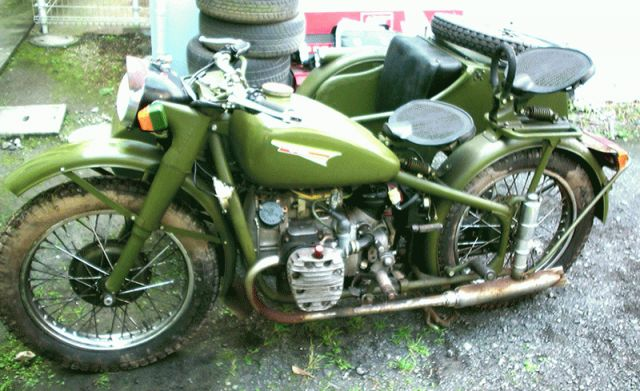
長江CJ-750 M1M ：M1型のマイナーチェンジモデル バッテリー出力がM1よりも向上している

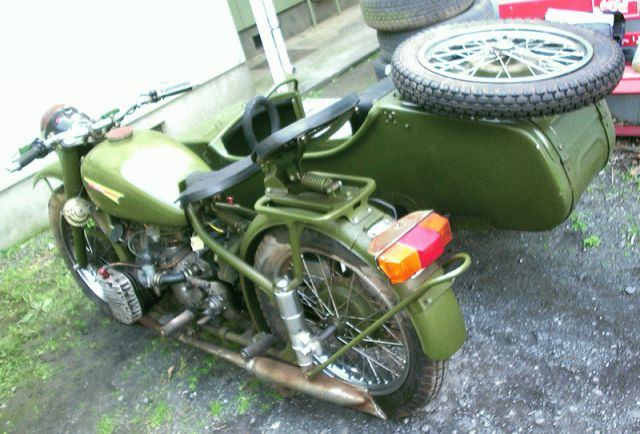
長江CJ-750 M1M ：後部より

### CJ-750M1
上記のとおりのバイク。ミリタリーグリーンをベースにしている最初期のモデル。
主に中国人民解放軍で多く使われていた軍正式採用車両である。

### CJ-750M1M
CJ-750M1のマイナーチェンジ改良型。
M1Mの構造は基本的にM1とほぼ同じであるが、ミッションにリバースギアが組み込まれ、電装も12V化されセルモーターが付いた。
点火時期調整レバーが廃止され、エンジンフロントカバー上部にディストリビューターが移動した。

### CJ-750M1S
- 写真

M1のエンジンを、サイドバルブ式からOHV式に改良したマイナーチェンジ型。
エンジンの信頼性がM1型よりも向上している。

### Dong Tian 750
- 写真

M1の車体をベースにオート三輪化した車種。商用ベース。

### Dong Tian 750 M1COOL
- 写真

CJ-750M1のフレームを改良し、改良した新型水平対向2気筒空水冷エンジンを搭載した意欲作。M1の設計を発展させたサイドカー。

### CJ-900
- 写真

長江の名を冠する排気量900ccのサイドカーの存在が確認されている。CJ-750のフレームを大型にし、900ccの大型水平対向エンジンを搭載したもので、少数生産されたようである。その形状、フレーム構造からIMZ・ウラルやBMW-R75（戦後型）、BMW-R50を模倣したように見えるが、詳細は不明。